# Burcht Thurant
De Burcht Thurant is een burcht bij de plaats Alken aan de Moezel op een brede uitloper van een berg. Ze is gelegen in het Landkreis Mayen-Koblenz in de deelstaat Rijnland-Palts. 
Vanaf het midden van de 13e eeuw waren de aartsbisdommen van Keulen en Trier gezamenlijk eigenaar van het complex. De bisdommen lieten hun aandeel in de burcht elk door burchtgraven besturen. Elke helft bezat derhalve een eigen bergfried, eigen woon- en bedrijfsgebouwen en een eigen aparte toegang. Sinds het begin van de 16e eeuw trad een geleidelijk verval van de dubbelburcht in. De verwoestingen tijdens de Paltse Successieoorlog degradeerden het complex verder tot een ruïne. 
Robert Allers (1872-1951) uit Varel en medegrondlegger van een daar gevestigde automobielonderneming en vanaf 1914 directeur van de Bremer Hansa Lloyd-fabrieken, verwierf het complex in het jaar 1911 en liet de burcht daarna gedeeltelijk herbouwen. 
Ook tegenwoordig bevindt de burcht zich in particulier bezit. Vanaf maart tot medio november kan de burcht echter tegen entree worden bezichtigd. De burcht staat ingeschreven als beschermd cultuurgoed volgens de Haagse Conventie en is met het blauw-witte schildje onderscheiden.

## Geschiedenis
Archeologische vondsten van keramiek wijzen op een Romeinse nederzetting op de plaats, maar in het jaar 1209 wordt er voor het eerst melding gedaan van een bouwwerk ter plaatse. 
Vermoedelijk liet paltsgraaf Hendrik I de Lange in de periode 1198-1206 hier een verdedigingswerk aanleggen, om de aanspraken van zijn broer, keizer Otto IV op het Moezelgebied veilig te stellen. De hoogteburcht liet hij vervolgens vernoemen naar de burcht Toron bij Tyrus in het huidige Libanon, die hij met zijn leger tijdens de Derde Kruistocht tevergeefs had belegerd. Nadat paltsgraaf Hendrik II de Jongere in 1214 stierf zonder mannelijk nageslacht, droeg keizer Frederik II de burcht en Alken met de Palts over als rijksleen aan het aan het Staufischgetrouwe huis Wittelsbach.    
Wegens de locatie maakten echter ook de Keulse en Trierse aartsbisschoppen aanspraak op de burcht. In 1216 slaagde Engelbert I van Keulen er in het complex in te nemen. Alhoewel paus Honorius III tegen deze inname protesteerde, behield Engelbert de burcht tot zijn dood in november 1225, eer de burcht weer in het bezit van de paltsgraven terugkeerde. Otto II van Beieren benoemde vervolgens ridder Berlewin als burchtgraaf. Deze ridder gedroeg zich echter als roofridder en omdat hij zijn burcht als uitvalsbasis voor zijn rooftochten door het Trierse land gebruikte, belegerden de aartsbisschoppen Arnoud II van Isenburg en Koenraad van Hochstaden de burcht vanaf 1246 tijdens de zogenaamde Grote Vete (Große Fehde). Het lukt om in 1248 de burcht in te nemen en op 17 november van dat jaar werd een verdrag getekend, dat tot op de dag van van vandaag bewaard bleef en tot de oudste Duitse schriftelijke stukken wordt gerekend. In het document doet Keur-Palts afstand van de burcht ten gunste van de aartsbisdommen Trier en Keulen. De aartsbisschoppen verdeelden vervolgens het complex in een Trierse en een Keulse helft, die door een muur van elkaar werden gescheiden en steeds door een eigen burchtgraaf van wisselende huizen werd bestuurd. Elke helft vervoegde over een eigen toegang, eigen woon- en bedrijfsgebouwen en een bergfried, die tegenwoordig de Trierse respectievelijk de Keulse toren wordt genoemd. 
Sinds 1495 bezaten de heren Van Wiltberg de burcht als leen. Zij gebruikten de reeds in 1542 bouwvallig geworden burcht als steengroeve, om in Alken het Wiltberg’sche Slot te kunnen bouwen. Tijdens de Paltse Successieoorlog kwam het tot verdere verwoestingen door Franse troepen. De burcht verviel tot ruïne en slechts de beide torens en een woonhuis uit de 16e eeuw bleven ongeschonden. 
De geheimraad Robert Allmers kocht in 1911 het complex aan en liet enige delen in de jaren 1915-1916 herbouwen. Sinds 1973 is de burcht gemeenschappelijk particulier bezit van de families Allmers en Wulf.

## Beschrijving

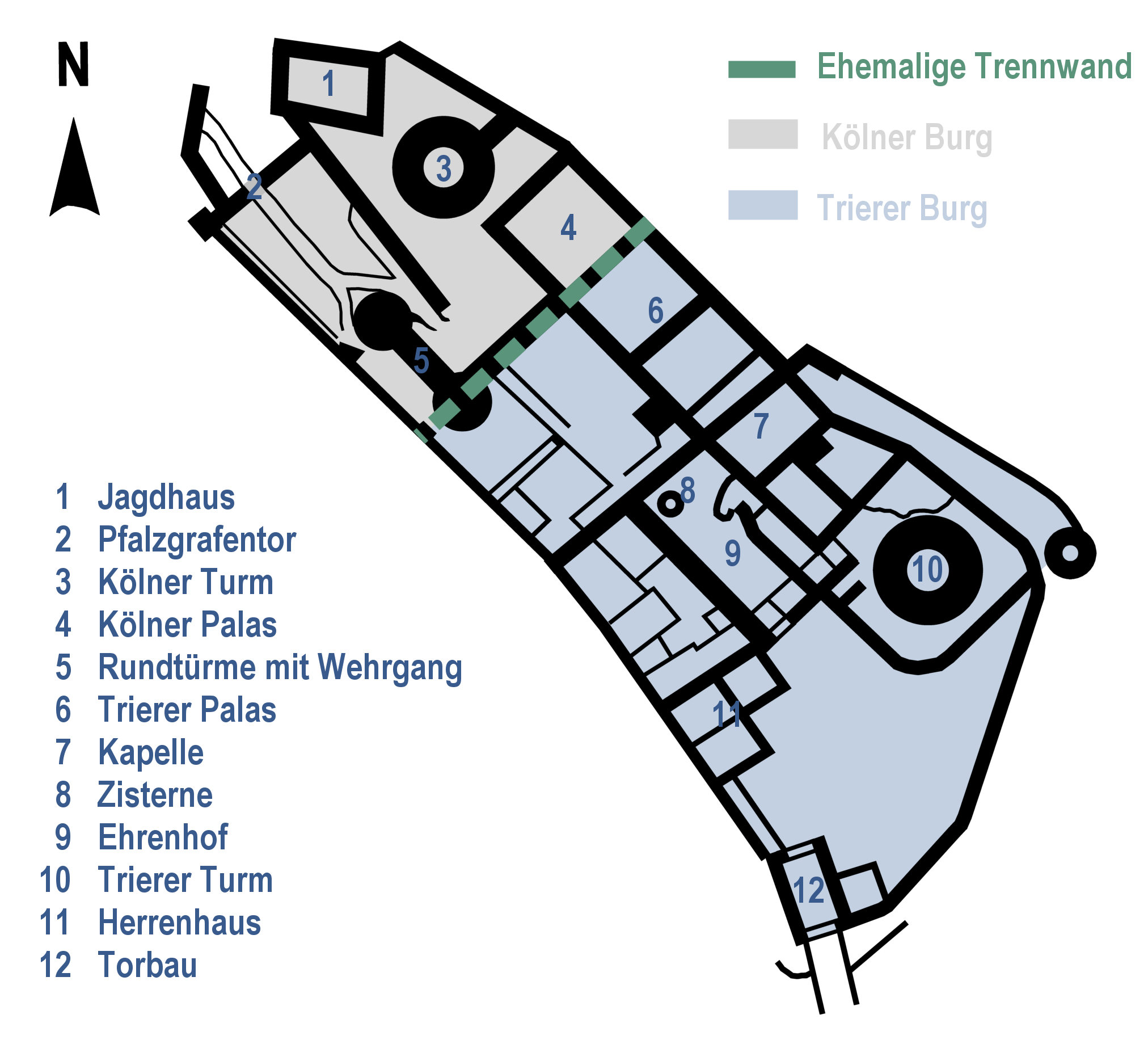
Plattegrond van de burcht

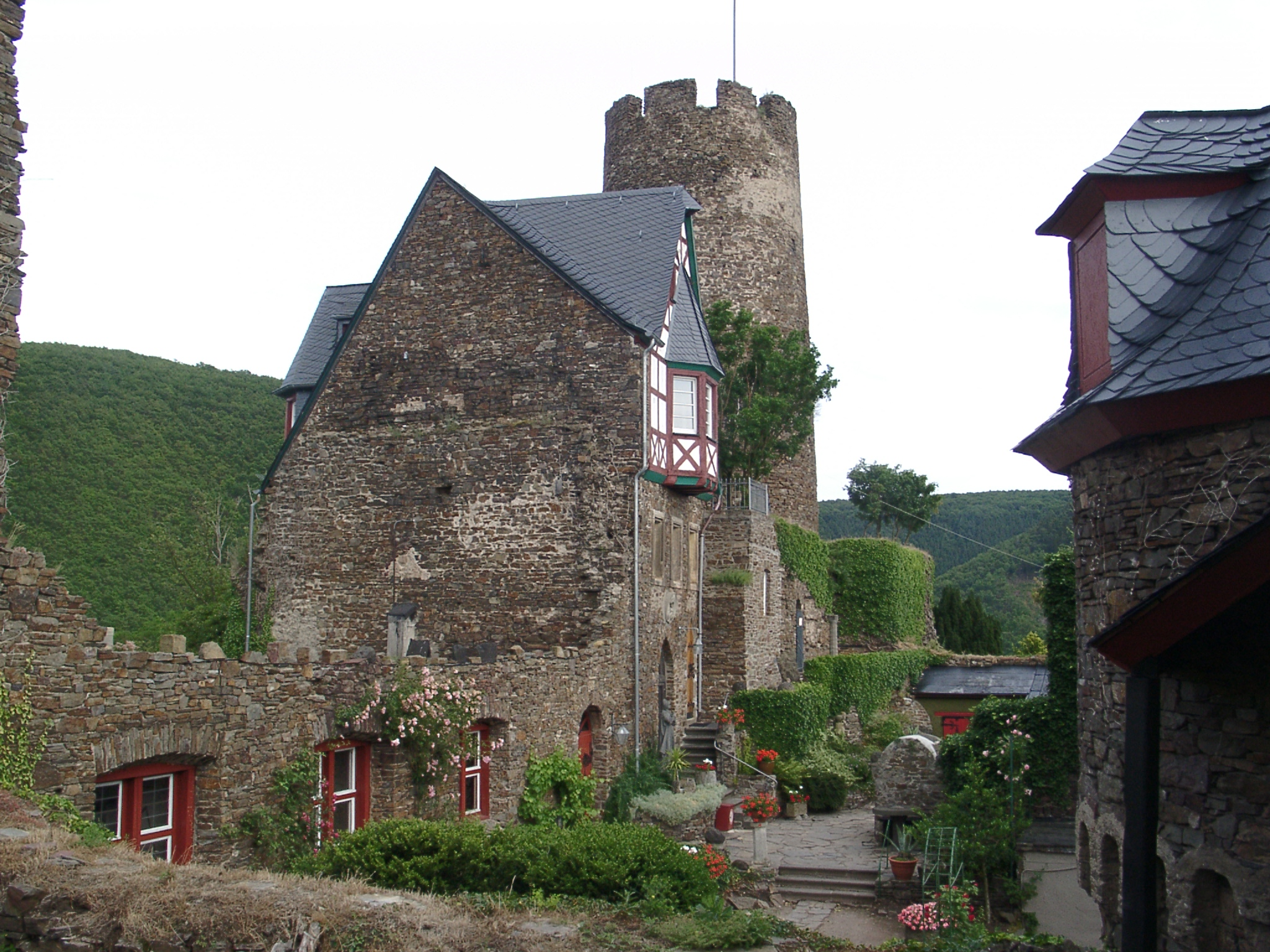
Het Trierse deel

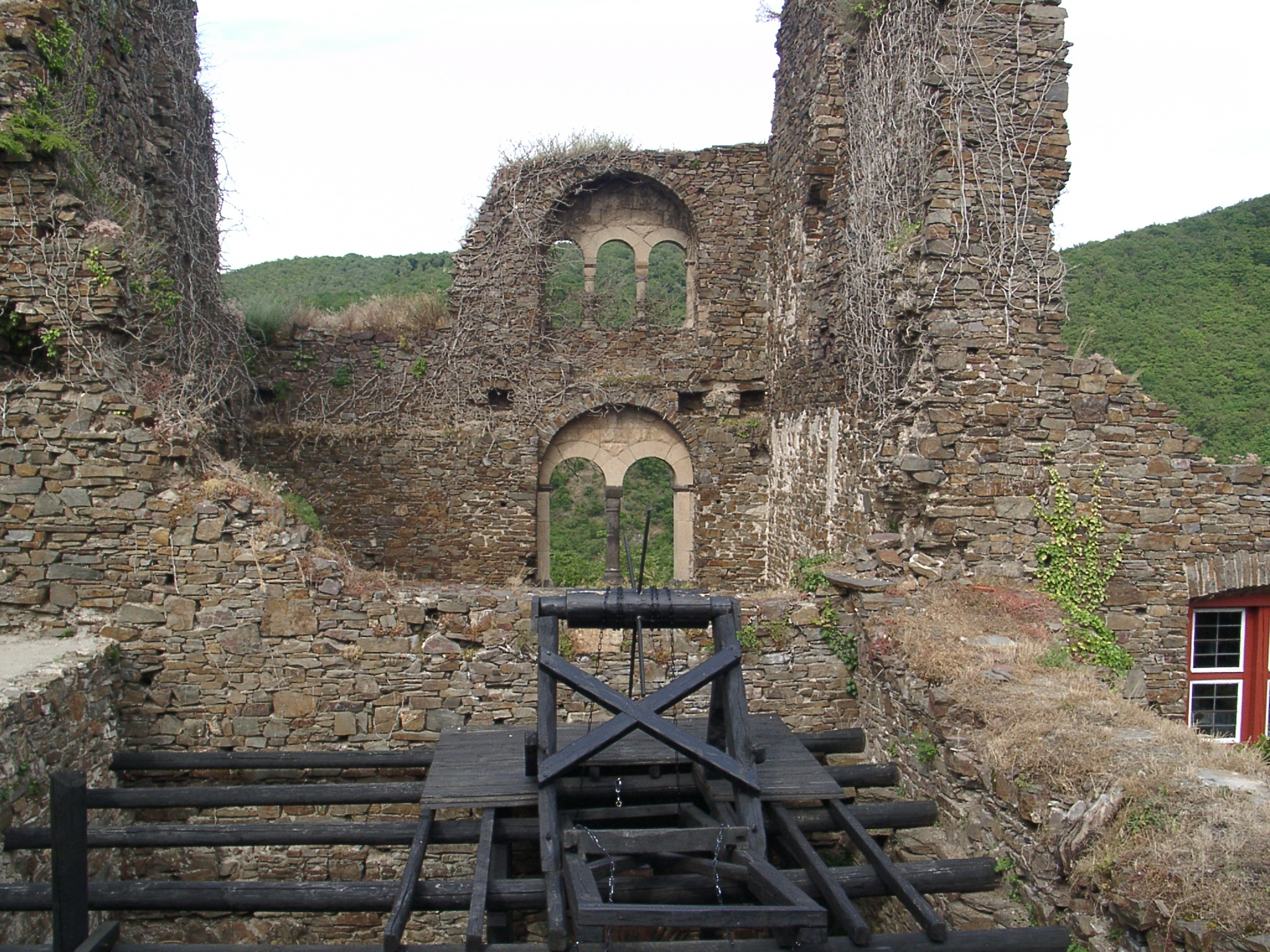
Ruïne van het Keulse palas

Van het oorspronkelijke bouwwerk dat nog bewaard bleef dateert het grootste deel van na 1248. Het poortgebouw ontstond pas in het kader van de gedeeltelijke herbouw van de burcht in het begin van de 20e eeuw, terwijl een woongebouw na de verwoesting in de Tweede Wereldoorlog in de jaren 1960-1962 werd gereconstrueerd. Het gehele complex wordt door een ringmuur omgeven en op de zuidelijke zijde door een gracht beschermd.

#### De Trierse burcht
Het Trierse deel van de burcht is over de gracht via een houten brug door een poortgebouw te bereiken. Daar komt men op een grote binnenhof, waar Robert Allmers in de 20e eeuw een rotstuin heeft aangelegd. Van daaruit is ook de Trierse bergfried bereikbaar, waarvan de muren aan de basis drie meter dik zijn. De bergfried dient voor de opvang van water en kan derhalve niet worden bezichtigd. 
Aan de westelijke kant van de binnenhof bevindt zich het Herrenhaus, dat in de jaren 1960-1962 op oude fundamenten werd gereconstrueerd, nadat het tijdens de Tweede Wereldoorlog door Amerikaans artillerievuur werd verwoest. Aan de noordwestelijke hoek van het gebouw begint een op de westelijke ringmuur aan de kant van de Moezel gelegen weergang, die zich tot het Keulse deel van de burcht voortzet. Een tweede, kleinere poort voert van de binnenhof naar de noordwestelijk gelegen Ehrenhof, waar zich nog de enige van de ooit drie aanwezige cisternen van de burcht bevindt. De schacht van de put is circa 20 meter diep. De Ehrenhof werd vroeger aan de noordwestelijke kant door een dikke muur afgesloten, waarvan tegenwoordig alleen een deel in de volle hoogte en sterkte bewaard is gebleven. In de noordelijke hoek van de Ehrenhof staat een drie verdiepingen tellend gebouw. In de onderste verdieping daarvan bevindt zich de burchtkapel met oude muur- en plafondfresco's, een barok altaar uit 1779 en een doopvont uit 1515. Aan het gebouw sluit zich ten noordoosten de nog bewaarde eerste verdieping van het palas aan.

#### De Keulse burcht
Vroeger was de Keulse helft slechts over een smalle houten brug door de Paltsgravenpoort aan de noordwestelijke hoek van het complex te bereiken. De poort sluit zich aan een binnenhof aan, waaraan op het zuidoostelijke einde twee ronde torens staan die door een overdekte weergang met elkaar worden verbonden. In de zuidelijke toren bleven muurschilderingen bewaard, die de wapens van alle bezitters en leenheren tonen. Boven de toenmalige grensmuur met de Trierse helft is de zuidelijke toren met de ruïne van het Keulse palas uit de 16e eeuw aan de oostelijke zijde van het complex verbonden. Vroeger bevond zich hier de ridderzaal, maar de bouw werd in 1812-1813 door de troepen van Napoleon verwoest, zodat tegenwoordig nog slechts naast de kelder de begane grond volledig bewaard bleef. Van de hogere verdiepingen bleven naast de gevelmuren ook de noordoostelijke buitenmuur bewaard. Ze bezit vensters in de laatromaanse stijl, die echter niet oorspronkelijk zijn en pas in het begin van de 20e eeuw werden ingebracht.
Het noordelijke einde van de burcht wordt afgesloten door het zogenaamde jachthuis, dat net als het Herrenhaus op oude fundamenten werd herbouwd. In dit jachthuis worden jachttrofeeën, uitrustingen, oude wapens en vondsten van opgravingen tentoongesteld. Een overdekte weergang verbindt de bouw met de Keulse bergfried, waarvan de eerste verdieping vroeger als kerker diende en waar tegenwoordig folterwerktuigen zijn de bezichtigen.